# Тетраедр Ріва

Тетраедр Ріва

У геометрії тетраедр Ріва — це многогранник в тривимірному просторі з вершинами в точках {\displaystyle (0,0,0)}, {\displaystyle (1,0,0)}, {\displaystyle (0,1,0)} і {\displaystyle (1,1,r)}, де {\displaystyle r} — натуральне число. Він названий на честь Джона Ріва, який використав його, щоб показати, що не існує багатовимірних узагальнень теореми Піка.

## Контрприклад до узагальнення теореми Піка
Кожна вершина тетраедра Ріва лежить на фундаментальній точці гратки (точка в ℤ3). Жодна інша точка гратки не лежить на поверхні чи усередині тетраедра. Об'єм тетраедра Ріва — {\displaystyle {\dfrac {r}{6}}}. У 1957 році Рів використав цей тетраедр, щоб показати, що існують тетраедри з чотирма точками гратки як вершинами і які не містять інших точок гратки, і при цьому мають значно більші об'єми.
У двовимірному просторі площа кожного многогранника з вершинами на гратки визначається за допомогою формули через кількості точок гратки у його вершинах, на гранях та всередині многогранника відповідно до теореми Піка. Тетраедр Ріва показує, що не може бути відповідної формули об'єму в розмірності три і більше. Будь-яка така формула не змогла б відрізнити один від одного тетраедри Ріва з різними варіантами вибору {\displaystyle r}, хоча їх об'єми різні.
Рів показав, що попри негативний результат, можна отримати іншу формулу об'єму многогранника через кількість точок гратки в многограннику, кількість точок тоншої гратки в многограннику та характеристику Ейлера для многогранника.

## Многочлен Ергарта
Многочлен Ергарта для будь-якого многогранника на ґратці визначає число точок ґратки, що він містить, при масштабуванні у натуральне число разів. Многочлен Ергарта для тетраедра Ріва {\displaystyle {\mathcal {T}}_{r}} висоти {\displaystyle r} має вигляд:
{\displaystyle L({\mathcal {T}}_{r},t)={\frac {r}{6}}t^{3}+t^{2}+\left(2-{\frac {r}{6}}\right)t+1.}
Таким чином, коефіцієнт при {\displaystyle t} у многочлені Ергарта буде від'ємний, якщо {\displaystyle r\geq 13}.
Цей приклад показує, що многочлени Ергарта іноді можуть мати від'ємні коефіцієнти.